# Triaenops menamena
Triaenops menamena is een vleermuis uit de familie van de Rhinonycteridae. De wetenschappelijke naam van de soort werd voor het eerst geldig gepubliceerd door Goodman and Ranivo in 2009. De soort was eerder bekend onder Triaenops rufus maar deze naam is onjuist toegepast en is een synoniem voor Triaenops persicus.

## Voorkomen
De soort komt voor in het oosten en midden van Madagaskar.